# Patronato Nacional de la Infancia (Costa Rica)
El Patronato Nacional de la Infancia (PANI) es la institución autónoma del gobierno de Costa Rica encargada de velar por los derechos de la niñez y la adolescencia. Tiene potestad para investigar denuncias por abuso infantil y retirar a la población abusada de su núcleo familiar de ser necesario, así como administra diversos hospicios y albergues institucionales para niños en riesgo social, sin hogar o apartados de sus hogares. Su actual titular es Kennly Garza Sánchez.

## Historia
Impulsada por los educadores costarricenses Luis Felipe González Flores y Carmen Lyra, y con el objetivo de crear una institución que tuviera como objetivo la protección del niño, el Congreso Constitucional de Costa Rica decreta, el 6 de agosto de 1930, la Ley n.° 39 que crea el Patronato Nacional de la Infancia (PANI) como una dependencia de la Secretaría de Trabajo y Previsión Social. La institución inició funciones el 6 de septiembre del mismo año y su primera junta directiva fue conformada por notables educadores costarricenses como Alejandro Alvarado Quirós, Miguel Obregón Lizano, Justo Facio de la Guardia, María Isabel Carvajal (Carmen Lyra), Horacio Acosta García,  y su principal impulsador, Luis Felipe González Flores.
Más tarde en 1930, la junta directiva de la recién creada institución, proclama la primera Declaración de los Derechos del Niño Costarricense, a la que posteriormente se le uniría la aprobación del Código de la Infancia, por el Congreso Constitucional, el 25 de octubre de 1932. La promulgación de ambas políticas y la creación del Patronato Nacional de la Infancia, convirtieron a Costa Rica en uno de los principales países precursores en materia de protección de los derechos del niño y de la madre.

Posteriormente, gracias a los esfuerzos de González Flores y allegados, la Asamblea Nacional Constituyente de 1949 promulga en el Título V de los Derechos y Garantías Sociales de la aún vigente Constitución Política del mismo año, el Artículo 55 que establece: 
"La protección especial de la madre y del menor estará a cargo de una institución autónoma denominada Patronato Nacional de la Infancia, con la colaboración de las otras instituciones del Estado".
Las funciones y estructura de la institución son actualizadas y modernizadas mediante la Ley Orgánica del Patronato Nacional de la Infancia, promulgada el 28 de mayo de 1964 por la Asamblea Legislativa de Costa Rica, en la que, además, se le hace acreedora de ayudas sociales redistribuidas por el Estado a través del Fondo de Desarrollo Social y Asignaciones Familiares (FODESAF).
El 6 de enero de 1998, La Asamblea Legislativa promulga el Código de la Niñez y la Adolescencia, Ley n.° 7 739, que representa el marco jurídico mínimo para la protección integral de los derechos de las personas menores de edad, a como lo dicta la Convención sobre los Derechos del Niño de las Naciones Unidas. Asimismo, se estableció el Consejo Nacional de la Niñez y la Adolescencia, en el cual la presidencia la ejecuta el Patronato Nacional de la Infancia. Posteriormente, el 11 de junio de 2002, la presidencia ejecutiva de la institución recibe el rango de ministro de Niñez y Adolescencia.

## Funciones
De acuerdo con su ley orgánica, el Patronato Nacional de la Infancia, tiene, entre algunas de sus funciones, las siguientes:
- Gestionar la actualización y promulgación de las leyes necesarias para el cumplimiento efectivo de los derechos de la niñez, la adolescencia y la familia.
- Propiciar y fomentar el reconocimiento de los deberes cívicos y de aquellos inherentes correlativamente a los derechos de los menores de edad.
- Promover y difundir los derechos establecidos en la Convención sobre los Derechos del Niño.
- Realizar el seguimiento y la auditoría del cumplimiento de los derechos de los menores de edad y evaluar periódicamente las políticas públicas sobre infancia y adolescencia.
- Realizar diagnósticos e investigaciones sobre la realidad económica, social, psicológica, legal y cultural de la niñez, la adolescencia y la familia y difundir los resultados de esos estudios.
- Brindar supervisión y asesoramiento en materia de niñez, adolescencia y familia, tanto a organizaciones públicas y privadas, como a la sociedad civil que los requieran.
- Constituir fideicomisos para financiar programas y modelos innovadores en beneficio de menores de edad y sus familias.
- Colaborar con las entidades en la promoción y ejecución de proyectos y programas específicos en materia de niñez y adolescencia.
- Intervenir como parte en los procesos judiciales y administrativos en que esté vinculada cualquier persona menor de edad que requiera esa intervención, para que se le garantice el disfrute pleno de sus derechos.
- Representar legalmente a los menores de edad que no se encuentren bajo autoridad parental ni tutela, así como a quienes estén bajo la patria potestad de una persona no apta para asegurarles la garantía de sus derechos.
- Dictar resoluciones motivadas con carácter vinculante, en casos de conflicto, hasta tanto los tribunales resuelvan, en forma definitiva, sobre el particular.
- Administrar los bienes de los menores de edad cuando carezcan de representación legal o cuando, teniéndola, existan motivos razonables de duda sobre la correcta administración de los bienes conforme a la legislación vigente.
- Promover la adopción nacional e internacional, y otorgar el consentimiento para que se adopte menores de edad por medio del Consejo Nacional de Adopciones, como autoridad central administrativa, según la normativa vigente dentro y fuera de Costa Rica.
- Administrar el fondo proporcionado por el Poder Ejecutivo para atender, en todo el país, a la población infantil en riesgo.

## Titulares
El Patronato Nacional de la Infancia es presidido por un presidente ejecutivo, con rango de ministro y nombrado por el Consejo de Gobierno, al cual además le acompañan otros cuatro miembros conformando una junta directiva. La siguiente es una lista de directores y presidentes ejecutivos de la institución:
| Nombre                                 | Período en el cargo     | Período en el cargo     | Partido Político | Administración                          |  |
| Nombre                                 | Inicio                  | Final                   | Partido Político | Administración                          |  |
| -------------------------------------- | ----------------------- | ----------------------- | ---------------- | --------------------------------------- |  |
| Luis Felipe González Flores            | 6 de agosto de 1930     | 1931                    | UN               | Cleto González Viquez                   |  |
| Guillermo Padilla Castro               | 1931                    | 8 de mayo de 1932       | UN               | Cleto González Viquez                   |  |
| Guillermo Padilla Castro               | 8 de mayo de 1932       | 8 de mayo de 1936       | PRN              | Ricardo Jiménez Oreamuno                |  |
| Guillermo Padilla Castro               | 8 de mayo de 1936       | 8 de mayo de 1940       | PRN              | León Cortés Castro                      |  |
|                                        | 8 de mayo de 1940       | 8 de mayo de 1944       | PRN              | Rafael Ángel Calderón Guardia           |  |
|                                        | 8 de mayo de 1944       | 8 de mayo de 1948       | PRN              | Teodoro Picado Michalski                |  |
|                                        | 8 de mayo de 1948       | 8 de noviembre de 1949  | PLN              | Junta Fundadora de la Segunda República |  |
|                                        | 8 de noviembre de 1949  | 8 de noviembre de 1953  | UN               | Otilio Ulate Blanco                     |  |
| Alfonso Carro Zúñiga                   | 8 de noviembre de 1953  | 8 de mayo de 1958       | PLN              | José María Figueres Ferrer              |  |
|                                        | 8 de mayo de 1958       | 8 de mayo de 1962       | UN               | Mario Echandi Jiménez                   |  |
|                                        | 8 de mayo de 1962       | 8 de mayo de 1966       | PLN              | Francisco Orlich Bolmarcich             |  |
|                                        | 8 de mayo de 1966       | 8 de mayo de 1970       | PUN              | José Joaquín Trejos Fernández           |  |
| Luis Casafont Romero                   | 8 de mayo de 1970       | 8 de mayo de 1974       | PLN              | José María Figueres Ferrer              |  |
| Carlos Elizondo Cerdas                 | 4 de enero de 1973      | 27 de mayo de 1980      | PLN              | Daniel Oduber Quirós                    |  |
| Jhonny Vega Calvo                      | 16 de setiembre de 1980 | 16 de julio de 1982     | CU               | Rodrigo Carazo Odio                     |  |
| Luis Fernando Vargas Benavides         | 16 de julio de 1982     | 8 de mayo de 1986       | PLN              | Luis Alberto Monge Álvarez              |  |
| María Luz Gutiérrez Chavarría          | 12 de mayo de 1986      | 31 de diciembre de 1988 | PLN              | Óscar Arias Sánchez                     |  |
| Olga Marta Mena Pacheco                | 1 de enero de 1989      | 22 de mayo de 1990      | PLN              | Óscar Arias Sánchez                     |  |
| Carla Bertolini Miranda                | mayo de 1990            | junio de 1990           | PUSC             | Rafael Ángel Calderón Fournier          |  |
| Patricia Prada Arroyo                  | 11 de marzo de 1991     | 16 de setiembre de 1992 | PUSC             | Rafael Ángel Calderón Fournier          |  |
| José Manuel Echandi Meza               | 1 de febrero de 1993    | 16 de julio de 1994     | PUSC             | Rafael Ángel Calderón Fournier          |  |
| Eva María Camacho Vargas               | 1 de septiembre de 1994 | 18 de setiembre de 1995 | PLN              | José María Figueres Olsen               |  |
| Lorena Arrazola Coto                   | 11 de setiembre de 1995 | 1996                    | PLN              | José María Figueres Olsen               |  |
| Mario Víquez Jiménez                   | 29 de enero de 1997     | 1 de abril de 1998      | PLN              | José María Figueres Olsen               |  |
| Marlene Gómez Calderón                 | 8 de mayo de 1998       | 16 de julio de 2000     | PUSC             | Miguel Ángel Rodríguez Echeverría       |  |
| Virginia Rojas Arroyo                  | 16 de julio de 2000     | 8 de mayo de 2002       | PUSC             | Miguel Ángel Rodríguez Echeverría       |  |
| Rosalía Gil Fernández                  | 8 de mayo de 2002       | 8 de mayo de 2006       | PUSC             | Abel Pacheco de la Espriella            |  |
| Mario Víquez Jiménez                   | 17 de mayo de 2006      | 7 de mayo de 2010       | PLN              | Óscar Arias Sánchez                     |  |
| María de los Ángeles Hernández Corella | 8 de mayo de 2010       | 9 de octubre de 2012    | PLN              | Laura Chinchilla Miranda                |  |
| Iris Arias Angulo                      | 15 de octubre de 2012   | 8 de mayo de 2014       | PLN              | Laura Chinchilla Miranda                |  |
| Ana Teresa León Sáenz                  | 8 de mayo de 2014       | 8 de mayo de 2018       | PAC              | Luis Guillermo Solís Rivera             |  |
| Patricia Vega Herrera                  | 8 de mayo de 2018       | 16 de enero de 2020     | PAC              | Carlos Alvarado Quesada                 |  |
| Gladys Jiménez Arias                   | 28 de enero de 2020     | 8 de mayo de 2022       | PAC              | Carlos Alvarado Quesada                 |  |
| Gloriana López Fuscaldo                | 9 de mayo de 2022       | 19 de junio de 2023     | PSD              | Rodrigo Cháves Robles                   |  |
| Juan Manuel Cordero González           | 3 de julio de 2023      | 2 de agosto de 2023     | PSD              | Rodrigo Cháves Robles                   |  |
| Kennly Garza Sánchez                   | 10 de agosto de 2023    | Actualidad              | PSD              | Rodrigo Cháves Robles                   |  |